# Paranthuridae
Paranthuridae (лат.) — семейство морских и пресноводных высших раков из отряда равноногих раков (Isopoda). Надсемейство Anthuroidea характеризуется «удлиненной цилиндрической формой тела, без дорсальных тазобедренных пластинок и с уроподальным экзоподом, прикрепленным к стеблю проксимально и дорсально». Ротовой аппарат Paranthuridae модифицирован для прокалывания и сосания (резцовый отросток Md заострен, а не уплощен с зубцами, а Mx представляет собой длинный заостренный стилет с зазубринами). Статоцисты обычно отсутствуют, но если присутствуют, то непарные. Клешни на первой ходильной ноге короткте, устроены по типу складного ножа, как хелицеры у пауков. Вторая и третья пары ходильных ног несут аналогичные клешни меньшего размера. Тельсон обычно не расширен и не утолщён. Найдены во всех океанах от умеренных вод на севере до побережья Антарктиды на юге. На май 2024 семейство включает 7 родов:
- Califanthura Schultz, 1977
- Colanthura Richardson, 1902
- Cruranthura Thomson, 1946
- Cruregens Chilton, 1882
- Deltanthura Shiraki, Shimomura & Kakui, 2022
- Paranthura Bate & Westwood, 1866typus
- Pseudanthura Richardson, 1911